# Stoyan Kolev
Stoyan Kolev Petrov (en bulgare : Стоян Колев Петров), né le 3 février 1976 à Sliven, est un footballeur international bulgare.

## Carrière
Kolev commence sa carrière dans le club de sa ville, le OFC Sliven. En 1998, il débarque au Lokomotiv Plovdiv où il fait office de doublure avant de se voir confier la cage la saison suivante.
À l'été 2001, il signe avec le CSKA Sofia mais est prêté, pour une durée de trois mois au Beroe Stara Zagora avec qui il joue son premier le 10 novembre 2001 contre le Levski Sofia (0-0). Au début de l'année 2002, sa période de prêt se termine et il revient à Sofia où il est remplaçant. Il joue son premier match avec le CSKA le 11 mai 2002 face au Slavia Sofia (défaite 2-0).
Au début de la saison 2002-2003, il s'impose comme le gardien titulaire et ne va pas encaisser de but durant treize matchs sur vingt-quatre, étant un grand artisan de la victoire du championnat de Bulgarie pour le CSKA Sofia. Cela lui permet de figurer dans l'équipe des vingt-trois joueurs bulgares sélectionné par Plamen Markov pour le championnat d'Europe 2003, occupant le poste de troisième gardien derrière Zdravko Zdravkov et Dimitar Ivankov. Il ne joue aucun match de cette compétition.
Lors de la saison 2007-2008, il quitte Plovdov pour signer avec le club roumain du Oțelul Galați jusqu'en 2010 avec un contrat d'une valeur de 40 000 euros. Néanmoins, le club fait deux saisons très moyenne et Kolev est cédé, en transfert gratuit, en février 2010 au Chernomorets Bourgas. Il signe un contrat de deux ans et demi. Il devient le remplaçant de Pascal Borel. Il profite de la blessure de Borel, en avril 2011, pour prendre sa place au poste de gardien titulaire. Le 7 juin 2011, il signe une prolongation de contrat d'un an, le liant au club jusqu'en 2013. Le 4 décembre, il inscrit son premier but en professionnel, marquant un pénalty contre le Botev Plovdiv (défaite 2-1) en coupe de Bulgarie. Le 16 juin 2013, il quitte Bourgas et retourne dans son ancienne équipe du CSKA Sofia.

## Palmarès
- Champion de Bulgarie en 2003 avec le CSKA Sofia
- Vainqueur de la Supercoupe de Bulgarie en 2004 avec le Lokomotiv Plovdiv